# Pandanus decipiens
Pandanus decipiens là một loài thực vật thuộc họ Pandanaceae. Đây là loài đặc hữu của Philippines.